# وست‌استار اوییشن (مالزی)
وست‌استار اوییشن (به انگلیسی: Weststar Aviation) یک شرکت هواپیمایی است که در ۲۰۰۳ میلادی تأسیس شده‌است. دفتر مرکزی وست‌استار اوییشن در کوالا لامپور، مالزی واقع شده‌است و قطب این شرکت هواپیمایی در فرودگاه سلطان عبدالعزیز شاه قرار دارد.